# Józef Alfred Potocki
Józef Alfred Potocki h. Pilawa (ur. 8 kwietnia 1895 w Szepietówce, zm. 12 września 1968 w Lozannie) – polski hrabia, dyplomata, porucznik kawalerii rezerwy Wojska Polskiego.

## Życiorys
Syn Józefa Mikołaja i Heleny Augusty z książąt Radziwiłłów. Ukończył Balliol College w Oksfordzie i szkołę wojskową w Sankt Petersburgu. W 1914 r. działał w Komitecie Pomocy Sanitarnej w Warszawie. W latach 1915–1917 żołnierz armii rosyjskiej, później III Korpusu Polskiego gen. E. Michaelisa. W latach 1918–1919 attaché Komitetu Narodowego Polskiego w Londynie. W myśl zatwierdzonej przez cara Mikołaja II ordynacji koreckiej, miał ją objąć w chwili śmierci ojca – obejmowałaby wtedy ok. 24 000 ha ziemi. Dobra te jednak przepadły w większości w wyniku pokoju ryskiego. 8 stycznia 1924 został zatwierdzony w stopniu porucznika ze starszeństwem z 1 czerwca 1919 i 440. lokatą w korpusie oficerów rezerwy jazdy. Posiadał wówczas przydział w rezerwie do 5 pułku ułanów w Ostrołęce.
Od 24 maja 1919 r. do maja 1922 r. sekretarz poselstwa w Londynie. W latach 1922–1929 urzędnik Wydziału Zachodniego Departamentu Polityczno-Ekonomicznego MSZ w Warszawie. 1929–1932 radca poselstwa, potem ambasady w Londynie, w latach 1932–1934 radca ambasady RP w Londynie, od lutego 1934 wicedyrektor Departamentu Politycznego i naczelnik Wydziału Zachodniego MSZ (następca Józefa Lipskiego). W latach 1939–1940 minister pełnomocny w Paryżu i Angers. 2 listopada 1943 otrzymał nominację na posła w Hiszpanii w miejsce Mariana Szumlakowskiego, ten jednak odmówił przekazania funkcji poselskich i stanowisko w Madrycie Potocki objął dopiero 1 czerwca 1944 jako chargé d’affaires; pozostał nadal delegatem Polskiego Czerwonego Krzyża na Portugalię. Rząd Państwa Hiszpańskiego utrzymał stosunki dyplomatyczne z Rządem RP na uchodźstwie po 1945. Misję w Madrycie Potocki pełnił do listopada 1955.
W latach 20. XX wieku wraz z bratem Romanem założył, z materiału hodowlanego pochodzącego z Antonin, stadninę koni czystej krwi arabskiej w Deraźnem na Wołyniu, uznawaną za jedną z lepszych w Polsce. Był zięciem ks. Janusza Radziwiłła z Ołyki, jednego z przywódców obozu konserwatywnego w Polsce.

## Ordery i odznaczenia
- Krzyż Wielki Orderu Odrodzenia Polski (pośmiertnie, 17 września 1998)[6]
- Krzyż Komandorski Orderu Odrodzenia Polski[7][8]
- Krzyż Oficerski Orderu Odrodzenia Polski (10 listopada 1927)[9][2]
- Krzyż Komandorski Orderu Zasługi Rzeczypospolitej Polskiej (pośmiertnie, 20 kwietnia 1998)[10]
- Medal Dziesięciolecia Odzyskanej Niepodległości[2]
- Srebrny Medal za Długoletnią Służbę[8]
- Brązowy Medal za Długoletnią Służbę[8]
- Kawaler Krzyża Wielkiego Orderu Korony Włoch (Włochy)[8]
- Krzyż Komandorski z Gwiazdą Orderu Oranje-Nassau (Holandia)[11][8]
- Krzyż Komandorski Orderu Korony Włoch (Włochy)[8][2]
- Krzyż Komandorski Orderu Korony Rumunii (Rumunia)[8][2]
- Krzyż Komandorski Orderu Legii Honorowej (Francja)[12][8]
- Krzyż Komandorski Orderu Chrystusa (Portugalia)
- Krzyż Komandorski Orderu Krzyża Południa (Brazylia)[13][8]
- Wielka Wstęga Orderu Gwiazdy (Afganistan)[8][2]